# 19293 Dedekind
19293 Dedekind este un asteroid din centura principală de asteroizi.

## Descriere
19293 Dedekind este un asteroid din centura principală de asteroizi. A fost descoperit pe 18 iulie 1996 la Prescott (Arizona) de Paul G. Comba. Asteroidul prezintă o orbită caracterizată de o semiaxă mare de 2,27 ua, o excentricitate de 0,11 și o înclinație de 6,9° în raport cu ecliptica.